# Ned R. Healy
Ned Romeyn Healy (* 9. August 1905 in Milwaukee, Wisconsin; † 10. September 1977 in Long Beach, Kalifornien) war ein US-amerikanischer Politiker. Zwischen 1945 und 1947 vertrat er den Bundesstaat Kalifornien im US-Repräsentantenhaus.

## Werdegang
Ned Healy besuchte die öffentlichen Schulen seiner Heimat sowie die Marquette University in Milwaukee. Danach studierte er an der University of Wisconsin–Madison. In dieser Stadt handelte er zwischen 1929 und 1932 mit Wertpapieren. 1932 zog er nach Los Angeles, wo er im Handel arbeitete. Von 1939 bis 1940 leitete er in Hollywood die dortige Niederlassung der staatlichen Behörde California State Relief Administration. Gleichzeitig schlug er als Mitglied der Demokratischen Partei eine politische Laufbahn ein. In den Jahren 1943 und 1944 saß er im Stadtrat von Los Angeles. Außerdem war er 1944, 1946 und 1948 Delegierter auf den regionalen Parteitagen der Demokraten in Kalifornien.
Bei den Kongresswahlen des Jahres 1944 wurde Healy im 13. Wahlbezirk von Kalifornien in das US-Repräsentantenhaus in Washington, D.C. gewählt, wo er am 3. Januar 1945 die Nachfolge des Republikaners Norris Poulson antrat, den er bei der Wahl geschlagen hatte. Da er im Jahr 1946 gegen Poulson verlor, konnte er bis zum 3. Januar 1947 nur eine Legislaturperiode im Kongress absolvieren. In dieser Zeit endete der Zweite Weltkrieg. Nach dem Ende seiner Zeit im US-Repräsentantenhaus handelte Healy bis 1969 mit Autozubehör und Ersatzteilen in Los Angeles. 1948 strebte er erfolglos seine Rückkehr in den Kongress an. Er starb am 10. September 1977 in Long Beach.